# Czertyń
Czertyń [pronunciación en polaco: /ˈt͡ʂɛrtɨɲ/] (en alemán: Zehrten) es un pueblo ubicado en el distrito administrativo de Gmina Ińsko, dentro del condado de Stargard, voivodato de Pomerania Occidental, en el noroeste de Polonia.
Se encuentra a unos 8 kilómetros al sureste de Ińsko, a 38 kilómetros al este de Stargard, y a 68 kilómetros este de la capital regional Szczecin.
El pueblo tiene una población de 120 habitantes.